# Proof (rappeur)
Pour les articles homonymes, voir Proof.
Proof, de son vrai nom Deshaun Dupree Holton né le 2 octobre 1973 à Détroit Michigan et mort le 11 avril 2006 dans cette même ville), est un rappeur et producteur américain. Auteur de deux albums, il est surtout connu pour être l'un des membres fondateurs de D12 dont les deux albums rencontrèrent un grand succès aux États-Unis. Il est également connu du grand public pour son amitié et ses nombreuses collaborations avec le rappeur Eminem. Il se fit aussi remarquer grâce à quelques collaborations avec des rappeurs de renom tels que Dr. Dre, 50 Cent ou encore Nate Dogg. Il était un ami d’enfance du rappeur Eminem, qui vivait dans le même quartier et était souvent un cirque médiatique lors de ses concerts.

## Biographie

### Jeunesse
DeShaun Dupree Holton est le fils de Sharallene « Pepper » Holton, une mère célibataire. Son père, McKinley Jackson, était un producteur de musique quitte sa compagne pour lancer sa carrière de producteur de musique avant la naissance de Holton. Holton grandit à Warren, dans le Michigan où il côtoie ses amis de l'époque comme Eminem.

### Carrière
Proof commence sa carrière à la fin des années 1980. Personnage central de la scène rap de Détroit, il animait les célèbres rencontres open mic du Hip-Hop Shop qui ont notamment permis de révéler Slum Village, Obie Trice, Royce da 5'9" et Eminem. Ce rôle central dans la scène rap de Détroit lui a valu le surnom de « Hip Hop Mayor of Detroit ». En 1990, il fonde le groupe D12, avec ses proches Eminem, Bizarre puis Kon Artis, Kuniva… Avec le groupe D12, Proof collabore avec des artistes comme Gorillaz, Tech N9ne, Dr. Dre, 50 Cent, Obie Trice, B-Real de Cypress Hill, Tony Touch, etc. Proof est également le backeur d'Eminem, épaulant le rappeur durant tous ses concerts. Il a également supervisé la mixtape Hand 2 Hand.
En 2001, Proof collabore avec Dogmatic sur Promatic et se joint à la tournée Anger Management d'Eminem. Il participe au film 8 Mile avec Eminem et Xzibit. Proof endosse le rôle de Lil' Tic, un rappeur qui chante face à B-Rabbit, joué par Eminem. Pour la promotion du film, Proof publie un EP de six chansons intitulé Electric CoolAid : Acid Testing. En 2005, il participe au film Mi-temps au mitard.

### En solo:I Miss the Hip Hop ShopetSearching for Jerry Garcia
Proof publie un album solo qui fait participer 50 Cent, Method Man, Nate Dogg, B-Real de Cypress Hill, T3 de Slum Village, Obie Trice, Eminem, et D12. L'album est publié à son label Iron Fist Records avec IDN Distribution. Intitulé Searching for Jerry Garcia, l'album est publié le 9 août 2005 dix ans après la mort du chanteur de Grateful Dead, Jerry Garcia. Il contient la chanson Kurt Kobain,, dans lequel il écrivait sa propre mort et en « passant le signe » à 1st Born, son protégé après son départ, Proof a indiqué qu'il considérait Garcia comme un "génie" souffrant de défauts de caractère communs. Proof a démontré son admiration pour le style éclectique de Garcia, affirmant que Garcia "allait à contre-courant". Peu de temps après la sortie de son album, SOHH.com a déclaré dans une interview accordée à Proof: "Je veux que les gens disent que je suis un vrai artiste, que je l’ai fait de mon mieux et que je suis resté fidèle aux racines hip hop [...] ] Je voudrais que les gens comprennent que je l’ai fait pour l’amour, pas pour les charts. L’album reçoit des critiques favorables, qui commentent sa nature "éclectique" et "introspective". Malgré sa liste d'apparences et de critiques favorables, la publication n'a pas eu d'impact significatif sur les charts. Proof a également enregistré un morceau intitulé How I Live avec Twiztid pour leur album Independents Day peu de temps avant sa mort. [Citation nécessaire] En outre, il a enregistré lors de sa tournée sur la Gold Coast en 2006, exactement deux semaines avant sa mort, une chanson avec "Liquidsilva" d'Australie.

### Décès
Alors qu'il venait de tirer dans la tête de son adversaire au billard, Keith Bender, à la suite d'une altercation, Proof est tué par le videur et cousin de Bender, le 11 avril 2006, au CCC, un club de Détroit situé sur la route « 8 Mile »,. Cette nouvelle a choqué la communauté rap de Détroit qui voyait Proof comme un pionnier. Eminem a également été très affecté par la mort de celui qu'il considérait comme un mentor. « Sans Proof, il n'y aurait eu ni Slim Shady ni D12 » a-t-il déclaré à la cérémonie funèbre. Il lui a d'ailleurs dédié trois chansons : Difficult dans laquelle il raconte à quel point il tenait à lui, Going Through Changes et You're Never Over où il lui rend hommage dans son album Recovery. Il s'est également fait tatouer "Proof" sur le bras gauche. Marshall fera aussi plusieurs allusions à Proof dans les titres Going Through Changes, I Need A Doctor, Best Friend, Elevator, Arose et Stepping Stone.

### Postérité
Un couplet du rappeur (déjà connu) apparaît sur le projet Eminem Presents: The Re-Up. La mixtape Mayor of Detroit réalisée par DJ Mixtape Assassin a permis aux fans de Proof de découvrir plusieurs morceaux inédits. Proof apparaît également sur deux titres inédits de la mixtape Return of the Dozen de son groupe D12.

## Eminem

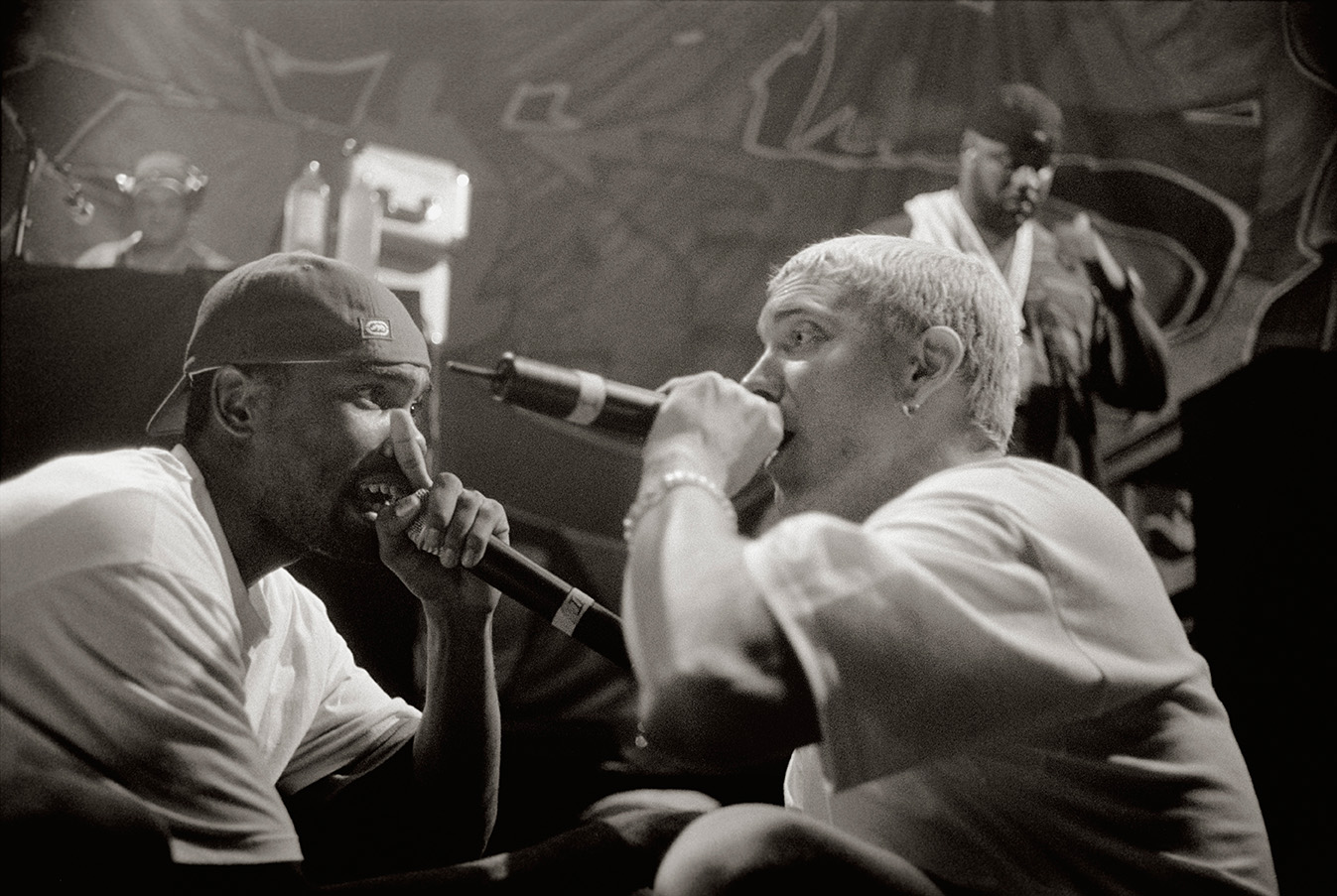
Proof et Eminem en 1999, à la Juice Jam de Munich (Allemagne).

Eminem a été très affecté par la mort de celui qu'il considérait comme un mentor. "Sans Proof, il n'y aurait eu ni Slim Shady ni D12" a-t-il déclaré à la cérémonie funèbre.
Like Toy Soldiers est une chanson du rappeur américain Eminem, de son cinquième album Encore (2004). Lancée le 3 décembre 2004, la vidéo commence avec deux jeunes garçons, un blanc et un noir, lisant un livre intitulé Toy Soldiers, qui contient les paroles de cette chanson. Cela commence à l'hôpital où Eminem et d'autres rappeurs regardent, désespérés, les médecins qui tentent de sauver Bugz, membre de D12 (joué par son collègue de D12, Proof), tué en 1999. Eminem est ensuite vu dans une série de scènes frappant la chanson dans une ruelle déserte, avant que la vidéo passe en revue une série de scènes montrant les différentes querelles mentionnées dans la chanson. Ils incluent notamment regarder les nouvelles, les rappeurs qui luttent dans des studios et les rencontres dans la rue. Vers la fin, Eminem est choqué de voir le tir de Bugz. Il retourne à l'hôpital, où meurt Bugz, et termine ses funérailles, dans lesquelles se trouve une chorale dans laquelle l'enfant noir et l'enfant blanc sont présents, à partir du moment où Martika commence à chanter.
En 2008, la chanteuse et compositrice galloise Jem a dédié la chanson You Will Make It à la mémoire de Proof (répertorié sous son nom de naissance DeShaun Holton) sur son deuxième album Down to Earth. Dans les notes, elle a déclaré : « Pour vos familles et vos amis, ainsi que pour tous ceux qui ont vécu la tragédie de la perte subite ». Au début de 2009, Jem a révélé "Le titre parle de la perte de quelqu'un et je l'ai écrit le lendemain du meurtre de son ami Proof. J'étais à Détroit avec les amis d'Eminem, avec qui j'enregistrais par hasard, quand c'est arrivé". Eminem a fait l'éloge de son ami avec la chanson inédite Difficult, qui a été divulguée au public en 2010. Sur l'album Recovery, Eminem a composé une chanson dédiée à Proof intitulée You're Never Over. Eminem fait également référence à Proof dans les chansons Elevator de son album de 2009 Relapse : Refill, ainsi que sous son nom de naissance (DeShaun) sur la chanson Deja Vu de l'album Relapse, ainsi que dans le single Walk on Water et les chansons Believe et Arose de son album 2017, Revival. Proof a également été mentionné par Eminem sur la chanson Stepping Stone de l'album 2018 Kamikaze.

## Discographie

### Albums studio
- 2004 : I Miss the Hip Hop Shop
- 2005 : Searching for Jerry Garcia

### EP
- 2002 : Electric Coolaid: Acid Testing

### Mixtapes
- 2003 : 23 Days of Hell (I Killed Spiderman)
- 2003 : DJ Butter Presents Proof of D12: Make My Day
- 2004 : DJ Exclusive Presents... Luthaism (Hosted By Proof)
- 2005 : Grown Man Shit
- 2006 : Hand 2 Hand
- 2008 : Mayor of Detroit
- 2010 : Time a Tell (avec DJ Jewels)

### Albums collaboratifs
- 1997 : The Underground EP (EP) (avec D12)
- 1999 : The Album the Time Forgot (avec 5 Elementz)
- 2001 : Devil's Night (avec D12)
- 2002 : Promatic (avec Dogmatic)
- 2003 : Please Bootleg This Album (mixtape) (avec D12)
- 2004 : D12 World (avec D12)

## Apparitions et collaborations
| Année | Titre                    | Autre(s) artiste(s)              | Album                                                      |
| ----- | ------------------------ | -------------------------------- | ---------------------------------------------------------- |
| 1995  | W.E.G.O.                 | Eminem                           | Infinite, Eminem                                           |
| 2000  | Just Rhymin' Wit' Proof  | Eminem                           | (Maxi Quitter, Eminem)                                     |
| 2002  | Everybodys Looking At Me | Eminem                           | Funkmaster Flex Mixtape                                    |
| 2003  | We Coming                | The Game, Joe Beast              | Aftermath Music Mixtape                                    |
| 2003  | We Here                  | Dogmatic, Swifty, Raw Collection | Private Circle', Raw Collection                            |
| 2003  | Spread Yo Shit           | The Kon Artis, Obie Trice        | Cheers (Obie Trice)                                        |
| 2003  | Freestyle                |                                  | Conspiracy Theory Part II : The Invasion, DJ Green Lantern |
| 2005  | Our Time                 | Chino XL                         | Poison Pen, Chino XL                                       |
| 2005  | No More To Say           | Trick Trick et Eminem            | The People vs Trick Trick, Trick Trick)                    |
| 2006  | When I Was Young         | Royce da 5'9"                    | Trouble Soon, DJ Salam Wreck                               |
| 2006  | Pass That Pussy          | Purple Gang                      | Trouble Soon, DJ Salam Wreck                               |
| 2006  | Trapped                  | Eminem                           | Eminem presents the Re-Up                                  |
| 2006  | Lay U Flatt              | B-Real(Cypress Hill)             | The Gunslinger II, B-Real                                  |
| 2006  | One Way Or Another       |                                  | Mick Boogie presents The Pre-Up                            |
| 2007  | How I Live               | Twiztid                          | Independant's Day, Twiztid                                 |
| 2008  | Suicide                  | Bizarre, Swifty, Syndy Siringe   | Return Of The Dozen, D12                                   |
| 2008  | If You Want It           | Kuniva                           | Return Of The Dozen, D12                                   |
| 2008  | 2gether 4ever            | Trick Trick, Esham & Kid Rock    | The Vilain, Trick Trick)                                   |
| 2008  | Diamond In The Ruff      |                                  | Streets Are Shady II, DJ Young Mase                        |

### Clips (non exhaustif)
- 1994 : Age Ain't Nothing But A Number, Aaliyah
- 1999 : Role Model, Eminem
- 2000 : The Real Slim Shady, Eminem
- 2000 : The Way I Am, Eminem
- 2000 : Shit On You, D12
- 2001 : Purple Pills, Fight Music (D12)
- 2002 : Without Me, Sing For The Moment, Lose Yourself, Eminem
- 2003 : In Da Club, 50 cent
- 2003 : Rap Name, Got Some Teeth (Obie Trice)
- 2003 : Superman, Eminem
- 2004 : My Band, 40oz, How Come, Git Up, U Are The One (D12)
- 2004 : Like Toy Soldiers, Eminem
- 2005 : Ass Like That, Eminem
- 2005 : Rockstar, Bizarre
- 2005 : Welcome To Detroit, Trick Trick feat Eminem
- 2005 : Girlz Wit Da Boom, Proof
- 2006 : Cry Now, Obie Trice (posthume)

### DVD
- 2000 : The Up in Smoke Tour (Première partie)
- 2005 : Eminem presents the Anger Management Tour
- 2006 : D12 : Live In Chicago
- 2007 : Eminem, Live From New York City

## Filmographie
- 2002 : 8 Mile de Curtis Hanson (rôle de Lil'Tic ; le rôle de Proof est tenu par Mekhi Phifer)
- 2005 : Mi-temps au mitard (apparition avec D12, dans le rôle des spectateurs du match de basket)